# (1601) Patry
Pour les articles homonymes, voir Patry.
(1601) Patry est un astéroïde de la ceinture principale d'astéroïdes.

## Description
(1601) Patry est un astéroïde de la ceinture principale d'astéroïdes. Il fut découvert par Louis Boyer le 18 mai 1942 à Alger. Il présente une orbite caractérisée par un demi-grand axe de 2,23 UA, une excentricité de 0,129 et une inclinaison de 4,93° par rapport à l'écliptique.
Il fut nommé en hommage à l'astronome français André Patry de l'observatoire de Nice.

## Compléments